# Claudio Cassinelli
Claudio Cassinelli (Bologna, 13 settembre 1938 – Page, 13 luglio 1985) è stato un attore italiano.

## Biografia
Dopo aver esordito con produzioni di alto livello, sia sul piccolo che sul grande schermo, divenne uno dei più apprezzati protagonisti della produzione cinematografica cosiddetta di genere. Atletico, dallo sguardo intenso, riusciva a dare spessore a personaggi spesso tormentati che uscivano dai tipici cliché a cui il cinema di genere affidava il suo successo presso il pubblico popolare. Lavorò accanto a star come Marcello Mastroianni in Allonsanfàn (1974), Glenda Jackson ne Il sorriso del grande tentatore (1974) e Ursula Andress in La montagna del dio cannibale (1978). Fu attivo anche in teatro, dove lavorò con Gabriele Lavia e Luca Ronconi.
Cassinelli morì il 13 luglio 1985 a Page, in Arizona, in un incidente con un elicottero alla fine delle riprese del film fantascientifico Vendetta dal futuro di Sergio Martino, in un incidente che non era legato ad una scena del film, bensì ad un giro turistico, lasciando orfani il figlio Giovanni, appena avuto dalla giornalista Irene Bignardi, e i due figli Sebastiano e Filippo, nati dal matrimonio precedente. Riposa nella tomba di famiglia presso il cimitero monumentale della Certosa di Bologna.

## Filmografia

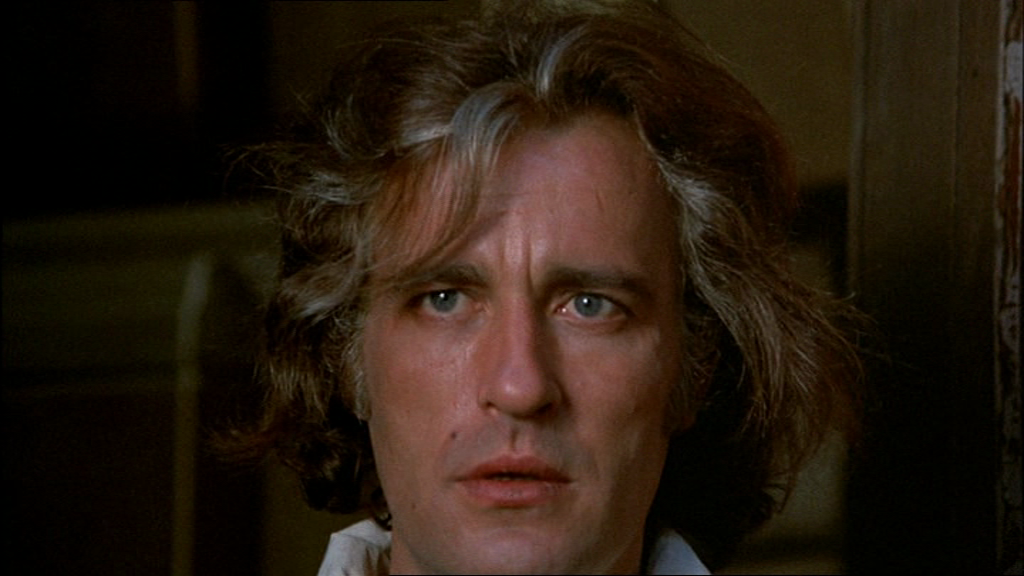
Claudio Cassinelli in Allonsanfàn (1974)

### Cinema
- La Cina è vicina, regia di Marco Bellocchio (1967)
- Galileo, regia di Liliana Cavani (1968)
- Il sorriso del grande tentatore, regia di Damiano Damiani (1973)
- Flavia, la monaca musulmana, regia di Gianfranco Mingozzi (1974)
- La polizia chiede aiuto, regia di Massimo Dallamano (1974)
- Allonsanfàn, regia di Paolo e Vittorio Taviani (1974)
- La nottata, regia di Tonino Cervi (1974)
- Morte sospetta di una minorenne, regia di Sergio Martino (1975)
- La polizia ha le mani legate, regia di Luciano Ercoli (1975)
- La prima volta, sull'erba, regia di Gianluigi Calderone (1975)
- Milano violenta, regia di Mario Caiano (1976)
- Il trucido e lo sbirro, regia di Umberto Lenzi (1976)
- Nina, regia di Vincente Minnelli (1976)
- Fantasia, ma non troppo, per violino, regia di Gianfranco Mingozzi (1976)
- Diamanti sporchi di sangue, regia di Fernando Di Leo (1977)
- La montagna del dio cannibale, regia di Sergio Martino (1978)
- Avalanche Express, regia di Mark Robson (1979)
- Il fiume del grande caimano, regia di Sergio Martino (1979)
- L'isola degli uomini pesce, regia di Sergio Martino (1979)
- Il ladrone, regia di Pasquale Festa Campanile (1980)
- Fosca, regia di Enzo Muzii (1981)
- Assassinio al cimitero etrusco, regia di Sergio Martino (1982)
- Grog, regia di Francesco Laudadio (1982)
- Notturno, regia di Giorgio Bontempi (1983)
- Hercules, regia di Luigi Cozzi (1983)
- Murderock - Uccide a passo di danza, regia di Lucio Fulci (1983)
- I guerrieri dell'anno 2072, regia di Lucio Fulci (1983)
- Le avventure dell'incredibile Ercole, regia di Luigi Cozzi (1985)
- Vendetta dal futuro, regia di Sergio Martino (1986) - postumo

### Televisione
- L'avventura di Maria, di Italo Svevo, regia di Dante Guardamagna, trasmesso dal Secondo programma il 27 maggio 1970.
- A come Andromeda, regia di Vittorio Cottafavi – miniserie TV (1972)
- Tre camerati di Erich Maria Remarque, regia di Lyda C. Ripandelli – miniserie TV (1973)
- ESP, regia di Daniele D'Anza – miniserie TV (1973)
- Un delitto per bene, regia di Giacomo Battiato – miniserie TV (1977)
- Gli ultimi tre giorni, regia di Gianfranco Mingozzi – film TV (1977)
- Un caso d'incoscienza, regia di Emidio Greco – film TV (1984)

## Doppiatori italiani
- Cesare Barbetti in La montagna del dio cannibale, Il fiume del grande caimano, Murderock - Uccide a passo di danza
- Gino La Monica in La polizia chiede aiuto, La prima volta, sull'erba
- Sergio Graziani in Il sorriso del grande tentatore
- Luciano De Ambrosis in Il trucido e lo sbirro
- Pino Colizzi in Assassinio al cimitero etrusco
- Sandro Iovino in Hercules
- Gianni Marzocchi in Le avventure dell'incredibile Ercole